# 韦尔谢拉特
韦尔谢拉特是德国莱茵兰-普法尔茨州的一个市镇。总面积3.18平方公里，总人口129人，其中男性68人，女性61人（2011年12月31日），人口密度41人/平方公里。